# Isasca
Isasca là một đô thị tại tỉnh Cuneo trong vùng Piedmont của Italia, vị trí cách khoảng 60 km về phía tây nam của Torino và khoảng 25 km về phía tây bắc của Cuneo. Tại thời điểm ngày 31 tháng 12 năm 2004, đô thị này có dân số 97 người và diện tích 5,3 km².
Isasca giáp các đô thị: Brondello, Brossasco, Martiniana Po và Venasca.